# 飯野晃司
飯野 晃司（いいの こうじ、1994年10月12日 - ）は、ジャパンラグビーリーグワン東京サントリーサンゴリアスに所属するラグビー選手。

## プロフィール
- 愛知県出身[1]。
- ポジションはロック(LO)、フランカー(FL)。
- 身長 189 cm、体重 108 kg
- ニックネームはコージ。
- 日本代表キャップは1。（2022年6月18日現在）
- ジュニア・ジャパンに選ばれたことがある[2]。

## 略歴
高校からラグビーを始めた。
2013年、三好高校卒業後、帝京大学に入学する。
2016年、帝京大学ラグビー部の副将に就任した。
2017年、帝京大学卒業後、サントリーサンゴリアス(現・東京サントリーサンゴリアス)に加入。同年10月1日に行われたジャパンラグビートップリーグ第6節のNTTドコモレッドハリケーンズ戦にて先発出場で公式戦初出場を果たす。
2022年6月18日に行われたリポビタンDチャレンジカップ2022ウルグアイ戦にて先発出場で日本代表初キャップを獲得した。